# Xalupa
Les galupes, faluques o xalupes són les embarcacions de pesca costanera del litoral europeu de l'oceà Atlàntic, encara que en els temps de la navegació a vela, a la zona del litoral Cantàbric de la península Ibèrica era el nom que es donava a la més grossa de les embarcacions de pesca costanera. Originalment les xalupes eren petites embarcacions allargades de fins a 9 metres de llarg propulsades per rems, però amb l'arribada dels motors de combustió això ha canviat i actualment utilitzen motors tant forabord com intrabord.
A Mèxic i a Colòmbia les  chalupas  són embarcacions utilitzades principalment en formacions d'aigua dolça.